# Orit Bashkin
Orit Bashkin (1974) es una historiadora especializada en el estudio del Irak contemporáneo.

## Biografía
Nacida en Israel en 1974 y profesora de la Universidad de Chicago, está especializada en el estudio de Irak. Entre sus obras se encuentran títulos como The Other Iraq: Pluralism and Culture in Hashemite Iraq (Stanford University Press, 2009) y New Babylonians: A History of Jews in Modern Iraq (Stanford University Press, 2012).